# تلفزيون الكويت
تلفزيون دولة الكويت، هو التلفزيون الرسمي والحكومي التابع لدولة الكويت ممثلة بوزارة الإعلام.

## التاريخ
بدأ بثه في 1951 وكان مملوكًا لتاجر من تجار الكويت واشترته الحكومة وبدأ بثه الرسمي في 15 نوفمبر 1961 وذلك من الحي الشرقي من مدينة الكويت (الشرق حالياً)، فأصبح ثاني تلفزيون في الخليج بعد تلفزيون العراق. وكان المقر في تلك الفترة عبارة عن شبرات تتوزع عليها كل أنشطة التلفزيون من إخراج وبث للبرامج والأخبار والإدارة وكل قطاعات التلفزيون. وقد كان بث البرامج باللونين الأبيض والأسود لمدة أربع ساعات يوميًا.
و من ثم بدأ البث بالألوان وكان أول مرة يبث فيه بالألوان في أول دوره لكأس الخليج في البحرين.
وتعد قنوات الكويت من أوائل القنوات الخليجية بل والعربية وأفضلهم.
عام 1960 في 15 نوفمبر بدأ البث التجريبي للقناة الأولى وكان باسم البرنامج العام وكان لمدة 4 ساعات يومياً ومن هنا بداية الأنظمة الرسمية وكانت عبارة عن أخبار والقرآن الكريم بالإضافة إلى برامج تثقيف للأطفال والبرامج المختلفة.
كما خرجت كاميرا التلفزيون من الأستوديو للمرة الأولى في 19 يونيو 1962م، وذلك لتسجيل الاحتفالات الرسمية الشعبية التي أقيمت بمناسبة عيد الاستقلال الأول.
واستمر بث تلفزيون الكويت تجريبياً لمدة عامين حتى بدأ البث الرسمي في نهاية 1962 م عندما اكتملت تجهيزات التلفزيون حسب ظروف تلك الأيام.
وفي تلك الفترة كان تلفزيون الكويت على ما يزال موقعه القديم على شاطئ الخليج العربي (قرب قصر دسمان) حتى تم بناء المجمع الضخم الذي ضم الوزارة والإذاعة والتلفزيون وكان مهيأ للبرامج والتمثيليات المختلفة.
أما أوائل المذيعين الكويتيين في تلك الحقبة فهم سالم الفهد وأحمد عبد العال ورضا الفيلي وجاسم الشهاب وباسمة سليمان ومنى طالب وأمل جعفر.
كان التلفزيون في السابق يقوم ببث برامجه منذ بداية الصباح الباكر على أن يقف البث في منتصف الليل. وفي التسعينيات أصبح البث على مدار 24 ساعة متواصلة من البث المباشر والإعادة لبرامجه، واليوم تضم باقة تلفزيون الكويت عدد من القنوات الأرضية والفضائية على عدة أقمار .

## القنوات
- القناة الأولى

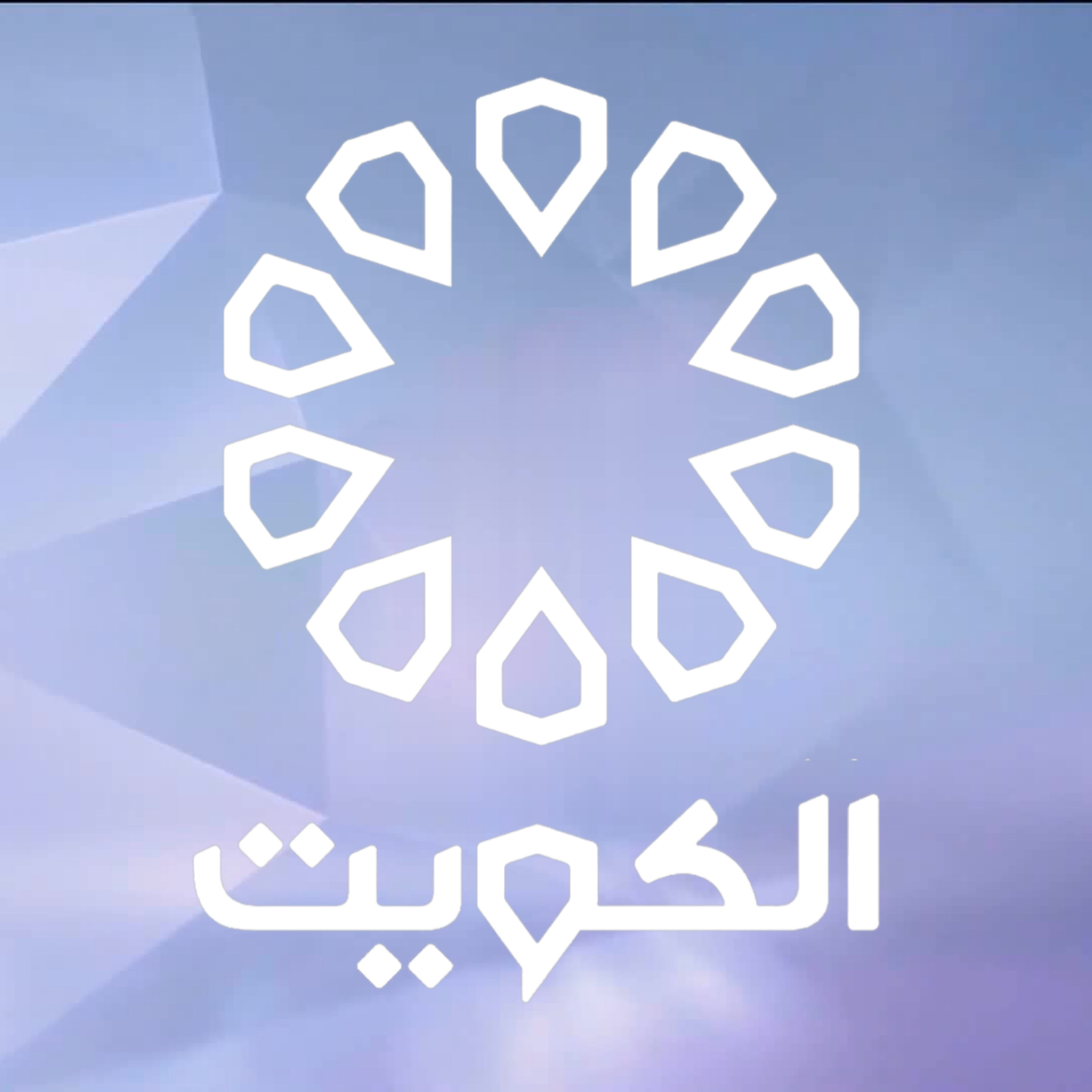

- القناة الثانية (ناطقة بالإنجليزية)

- القناة الرياضية (الثالثة سابقًا)

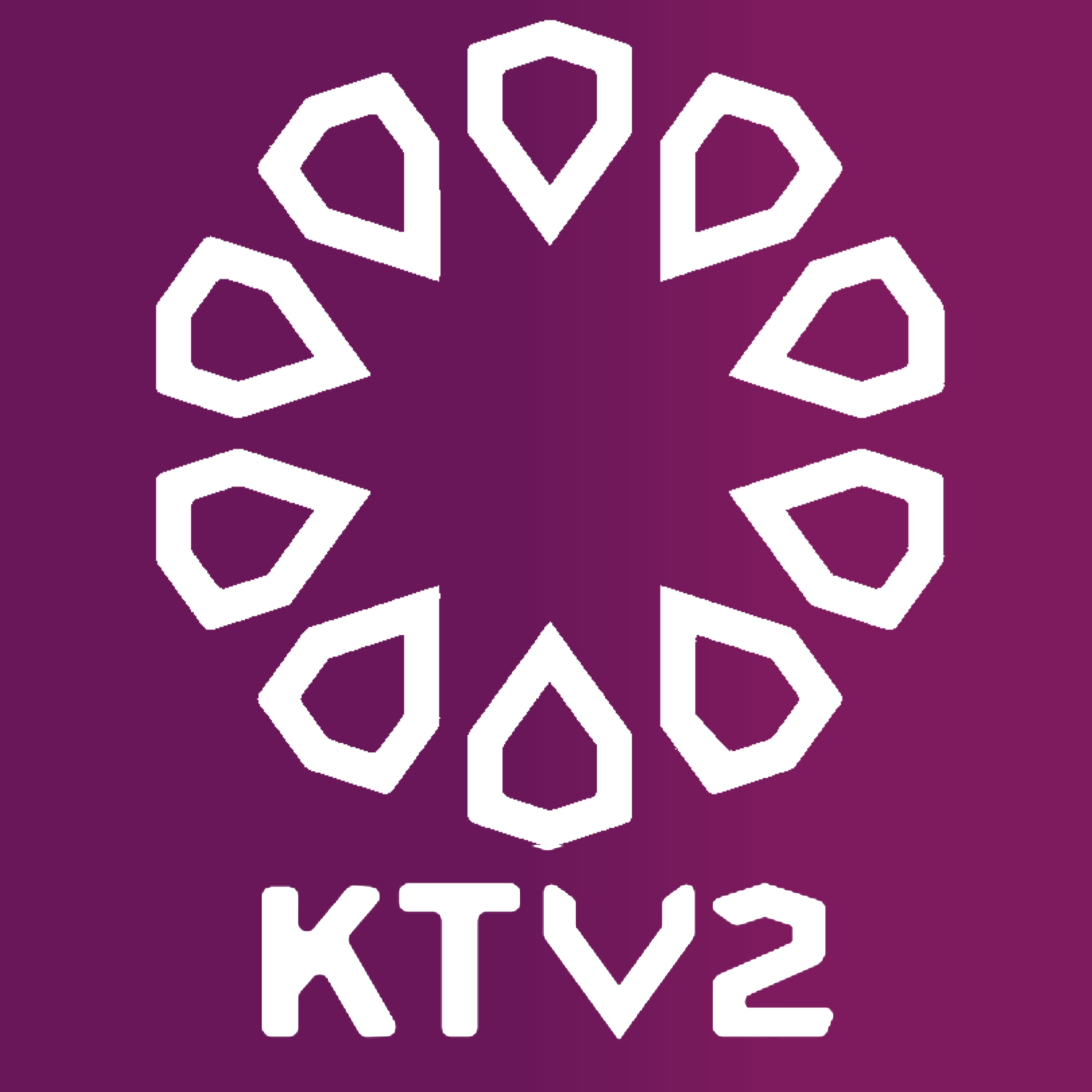

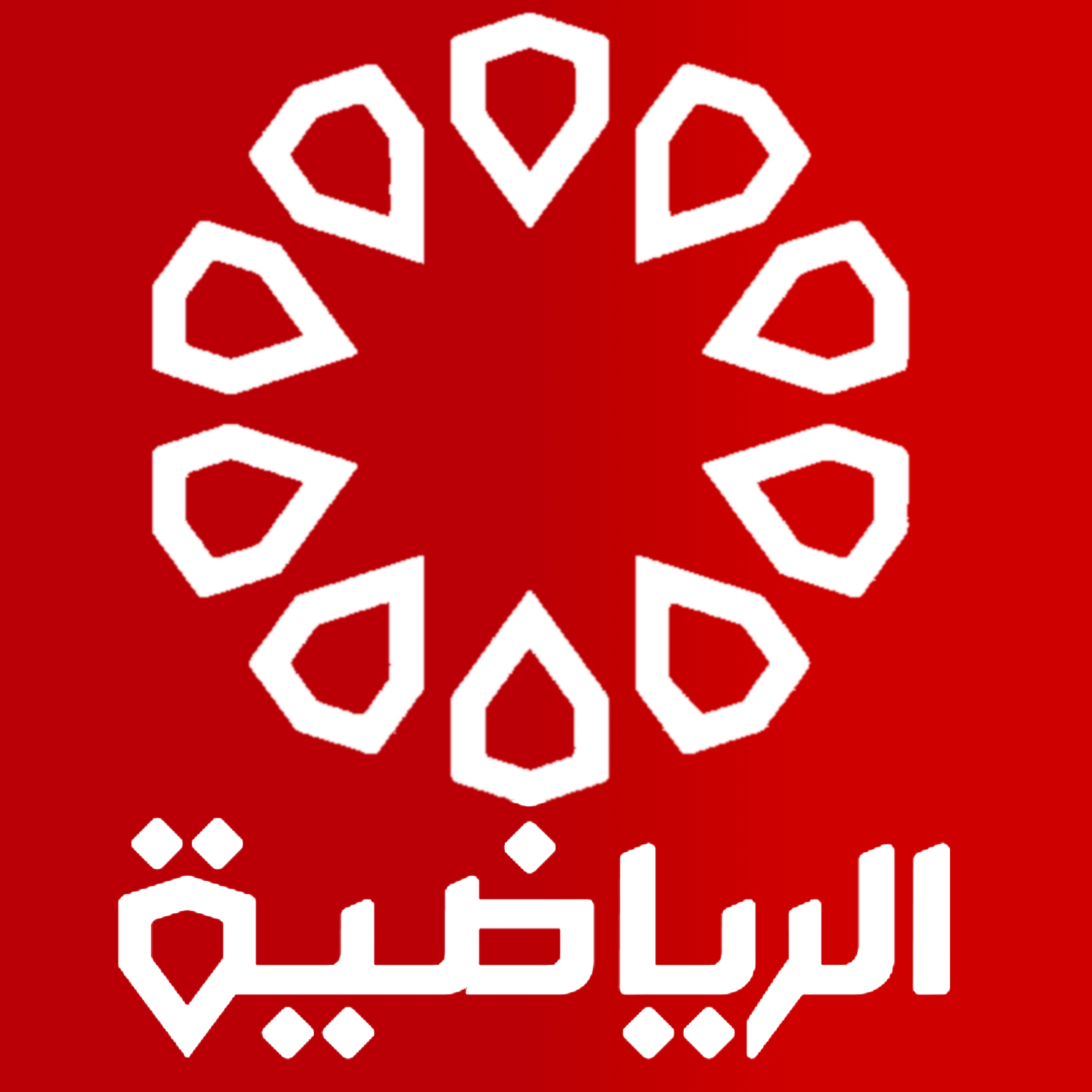

- القناة الرياضية بلس (القناة الرياضية الثانية سابقاً)

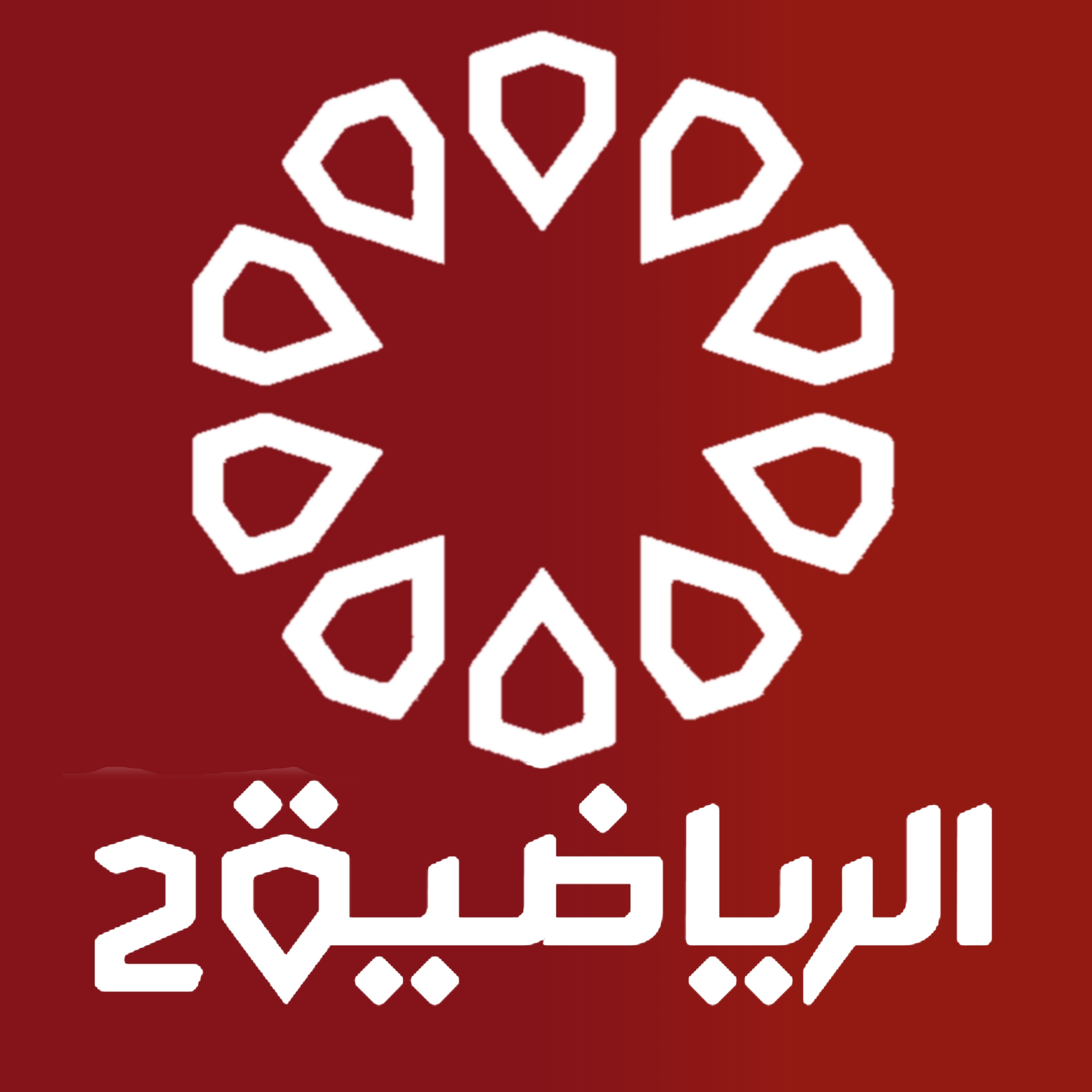

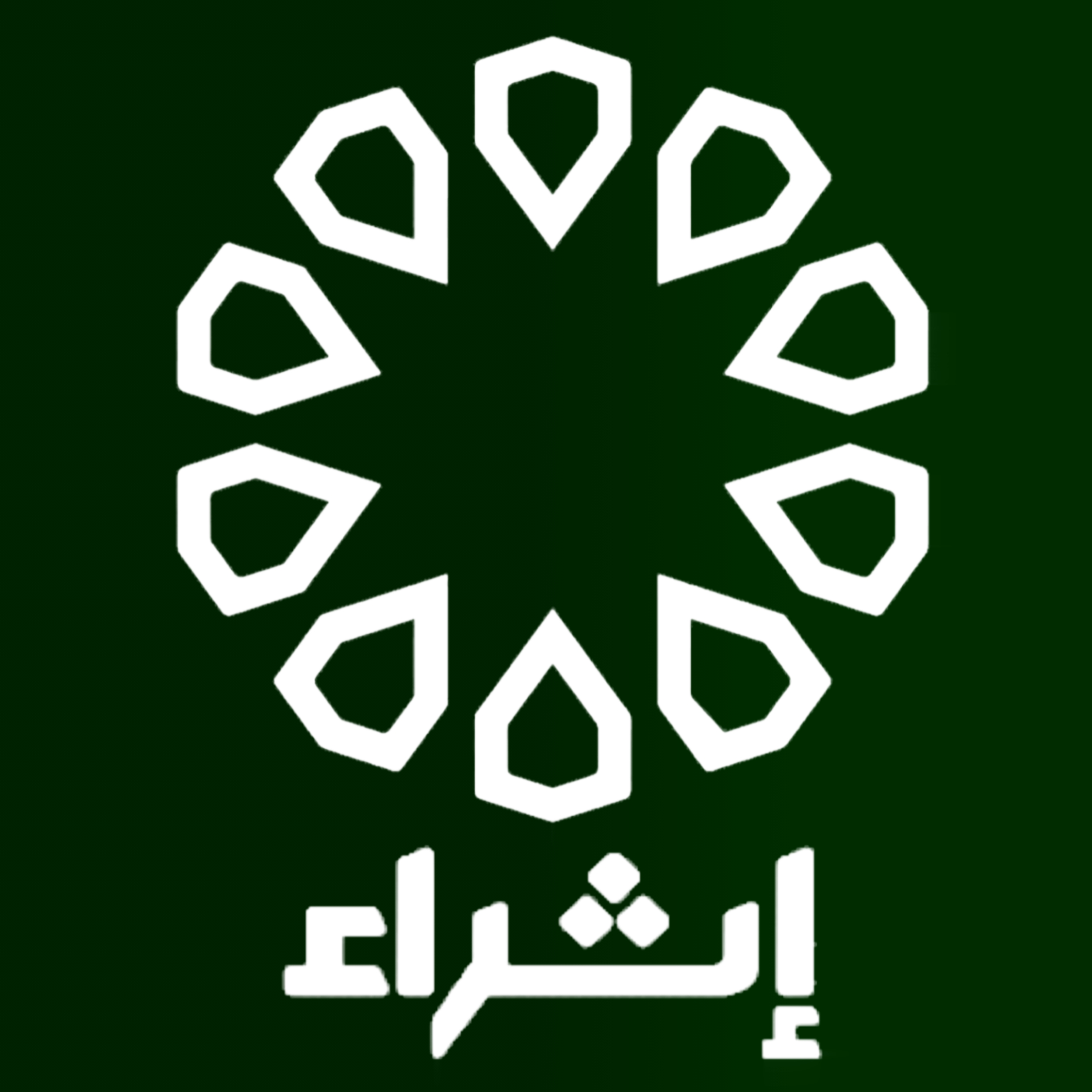
Kuwait Ethraa logo

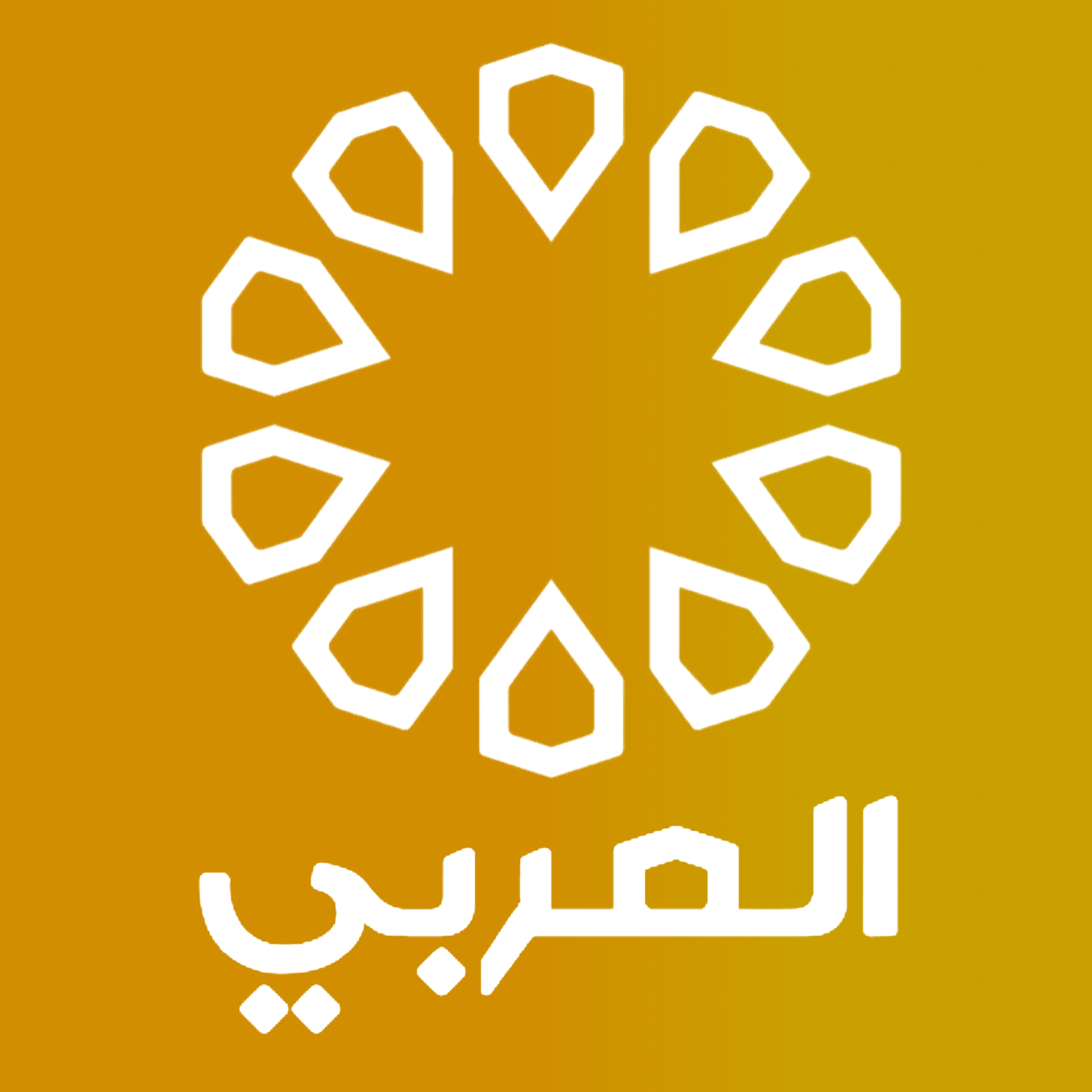
Kuwait Al Arabi Logo

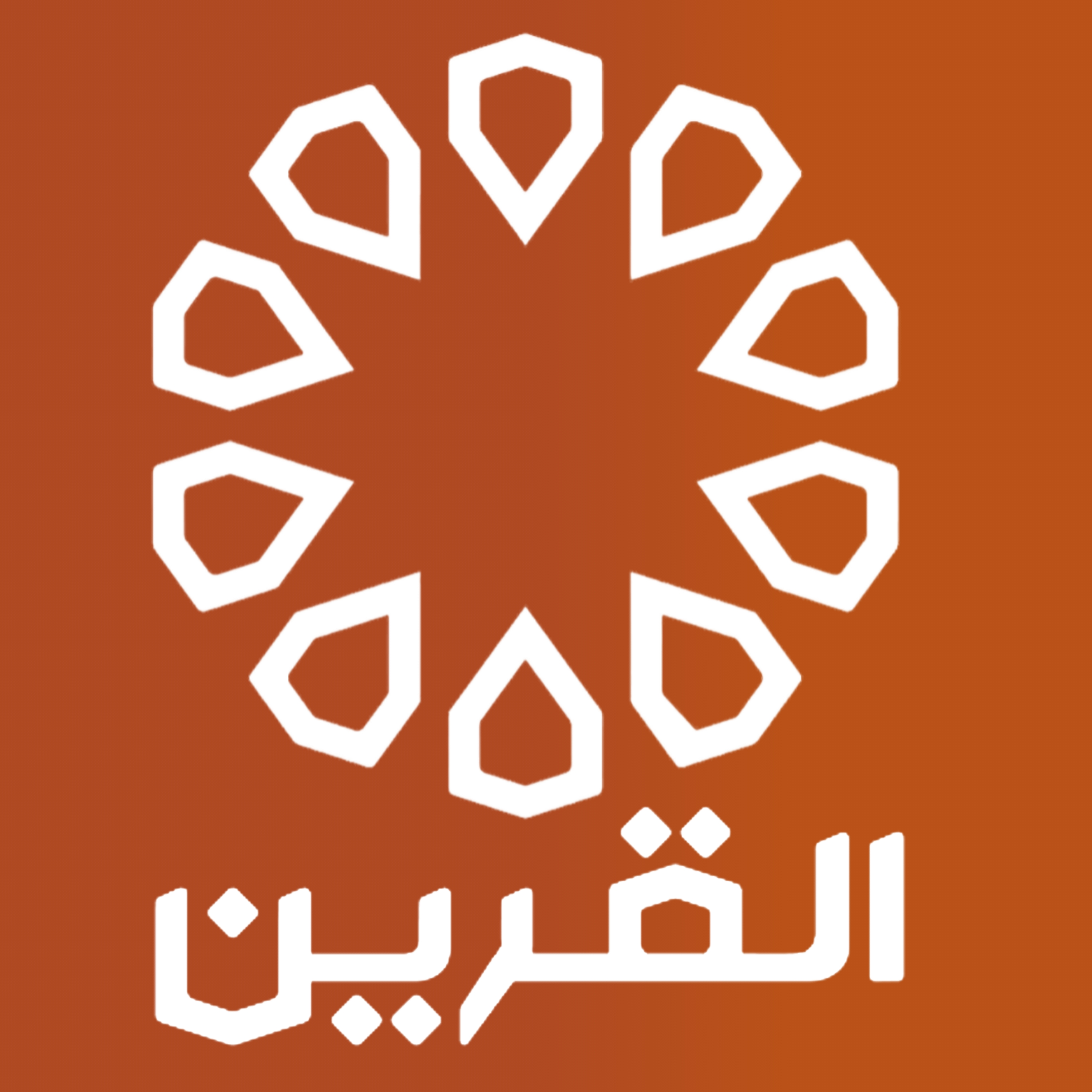
Kuwait Qurain Logo

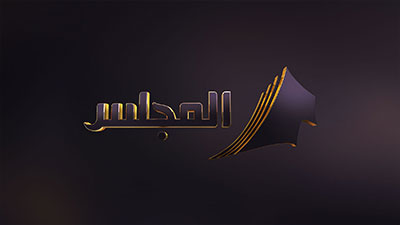
KTV Al Majlis

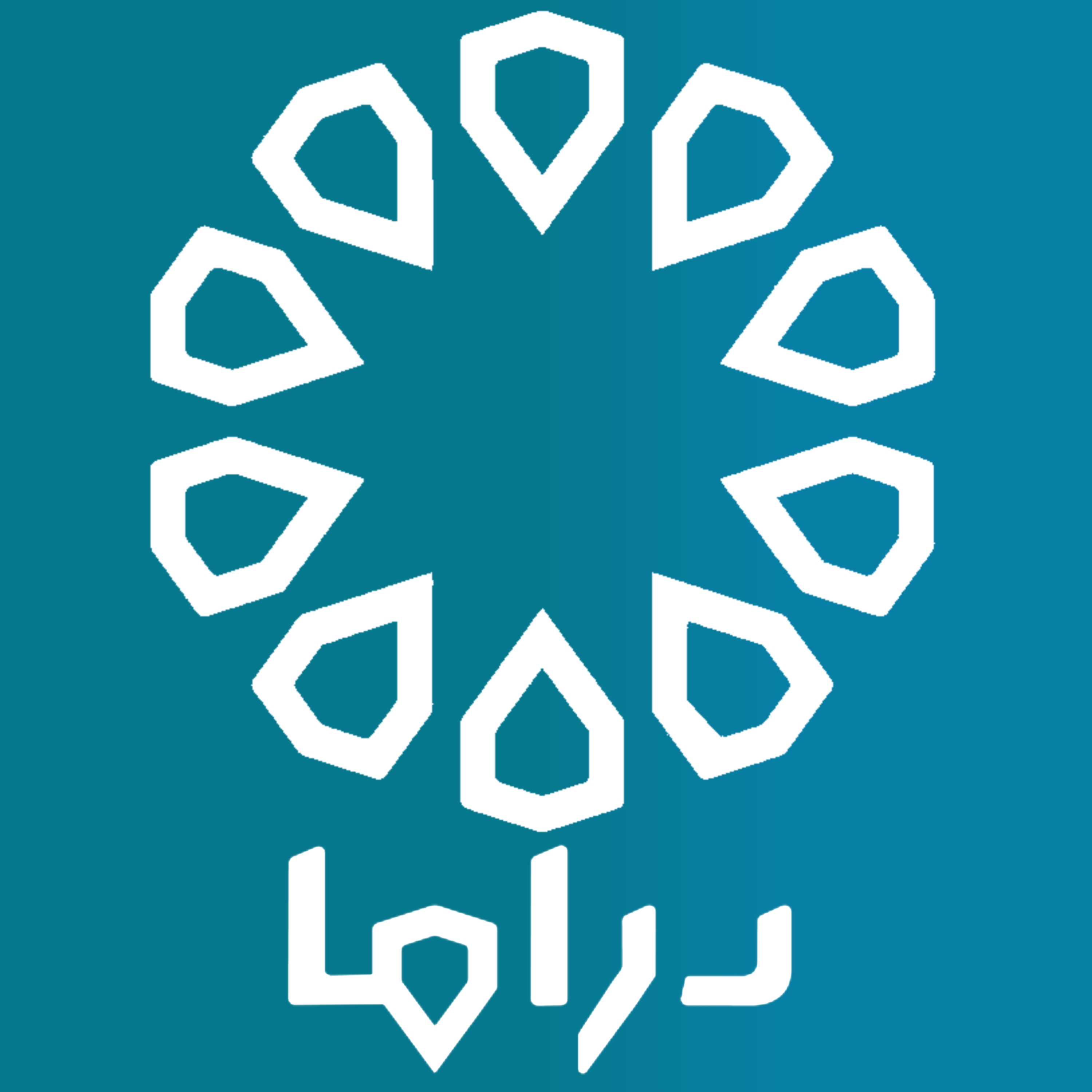
Kuwait Drama TV LOGO

- القناة الأخبار (للأخبار الدولية)

- قناة إثراء (دينية)

- قناة العربي (أفلام وبرامج ثقافية)

- قناة القرين (تراثية)

- تلفزيون المجلس

- قناة الكويت دراما (مغلقة)
- منصة 51

- قناة أطفال الكويت (مغلقة)
- قناة الكويت بلس (مغلقة)
- كويت بلس (القناة الرابعة)
- كلنا للكويت (مغلقة)